# Linia kolejowa nr 904
Linia kolejowa nr 904 – linia kolejowa, która łączy Zaborze z miejscowością Popiel. Linię otwarto w 1952 r., a jej długość wynosi 3,73 km.